# August Brandes (Maler)

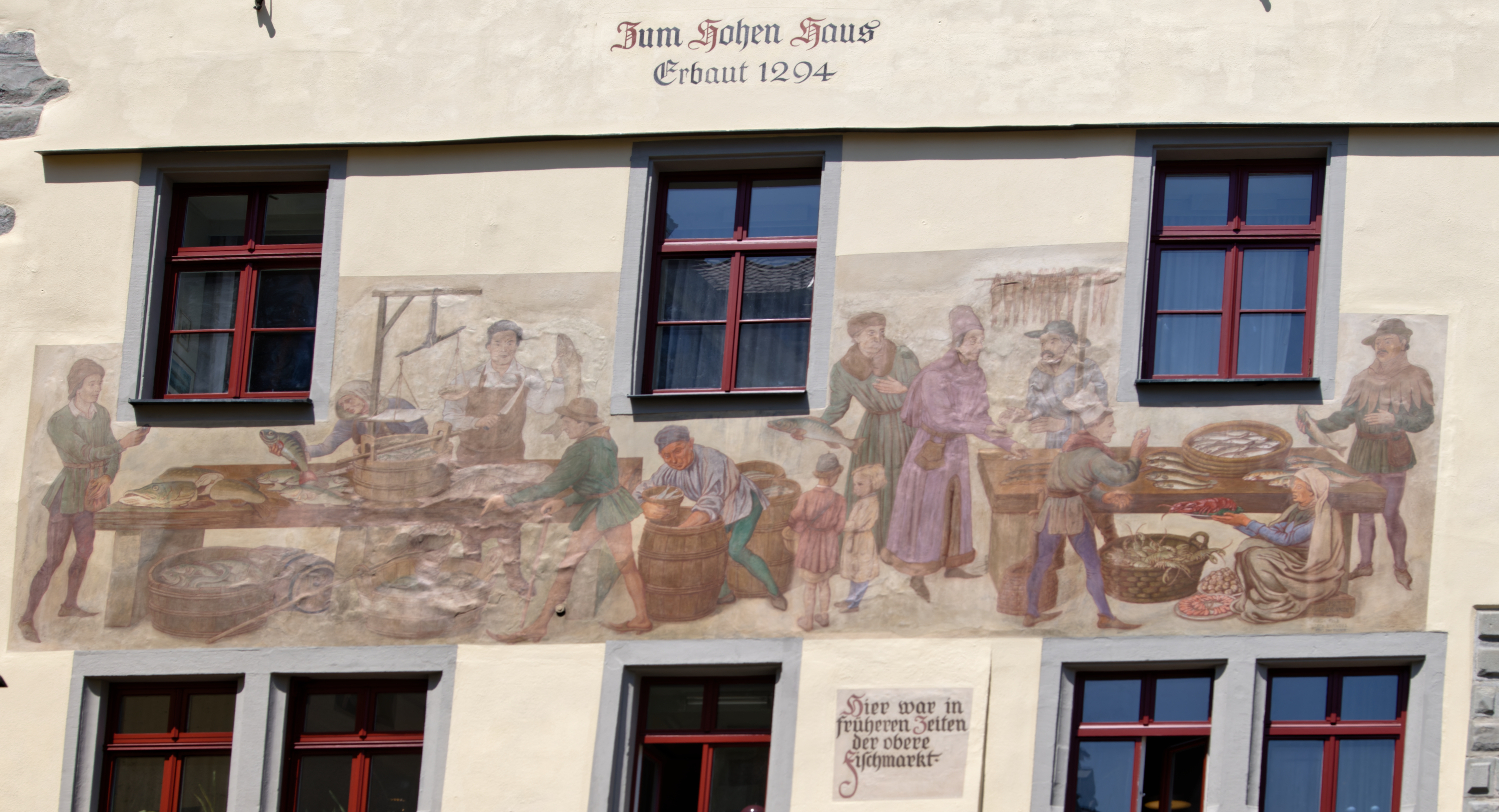
Wandbild Zollernstr. 29, Konstanz, 1935

August Brandes (* 11. Oktober 1872 in Gifhorn; † 5. August 1948 in Meersburg) war ein deutscher Freskenmaler, Restaurator und Lehrer für Dekorationsmalerei.

## Leben und Wirken
August Brandes lernte zunächst den Beruf des Fassadenmalers und besuchte danach die Kunstgewerbeschule in Hannover. Ab 1892 war er Student an der Akademie in München. Nach dem Studium wurde er Lehrer für Dekorationsmalerei an einer Fachoberschule, wahrscheinlich in München.
Die Stadt Augsburg ließ ab 1902 auf Anregung von Friedrich von Thiersch die verblassenden Wandmalereien von Bürgerhäusern, Kirchen und anderen öffentlichen Gebäuden restaurieren. Mit der Bestandsaufnahme und der Restaurierung der Augsburger Fresken wurde August Brandes beauftragt. Brandes rekonstruierte zunächst den Bestand und dokumentierte diesen meist mit Tempera-Malereien. Diese Originale befinden sich heute im Besitz der Städtischen Kunstsammlungen in Augsburg und der Architektursammlung der TU München. Von August Brandes Werken ist kaum etwas erhalten geblieben. Entweder wurden die bemalten Gebäude zerstört, oder die Farben seiner Fresken verblassten bereits nach wenigen Jahrzehnten und wurden neu übermalt oder übertüncht.

## Werke (Auswahl)

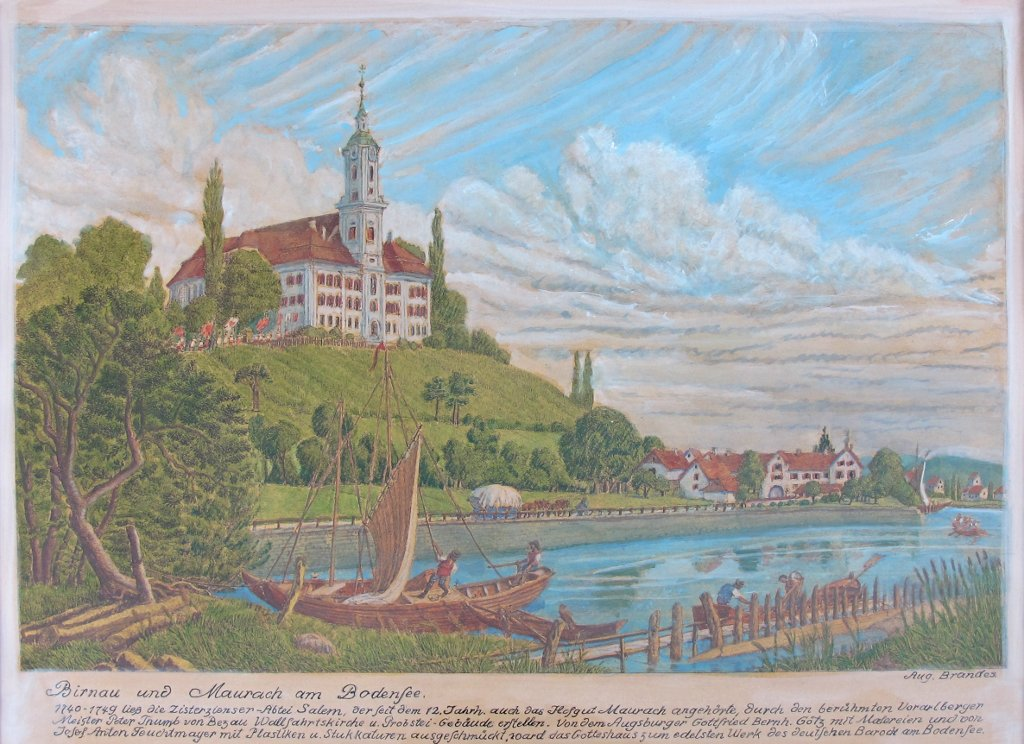
Birnau und Maurach am Bodensee

- Fresko im Erdgeschoss der neuen Oberpostdirektion, Augsburg (1908), heute übertüncht
- Fassadenbemalung am Haus Matzlerbogen, Zirl, Tirol, (1910), noch erhalten
- Fassadenbemalung des Perlachturmes, Augsburg (1911), zerstört oder übermalt
- Fassadenbemalung Weberhaus, Augsburg (1913), im Zweiten Weltkrieg zerstört
- Fassadenbemalung am Postamt Rottach (1926)
- Fassadenbemalung am Hohen Haus in Konstanz (1935/1936)[1]